# 随方毘尼
随方毘尼（ずいほうびに）とは、仏教の律の一種で、TPOにあわせた規制や緩和を行うこと。随処毘尼などともいう。毘尼とはサンスクリット語で律を意味するVinaya（ヴィナヤ）の音写。
基本的に、仏教における戒律は仏によって制定されたものであった。しかし仏教がインドから東へ伝わっていくと、実際にはその地域などや風習など、また時代によって規定を変えなければならなかった。これを随方（あるいは随処）という。
したがって、仏の法に随順していれば、毘尼（戒律）の原則的な規制に関わらず、時や場所、またそのケースによって新たに制定したり、また反対に緩和したり廃止してもよいとされるようになった。これが随方毘尼である。
しかし、仏教が拡がるに従い、この制度やその解釈を悪用して、破戒行為を行うケースも多いとされる。
また、女人禁制なども日本特有の随方毘尼の一種とされる。